# Municipio de Grobiņa
El municipio de Grobiņas (en Letón: Grobiņas novads) es uno de los ciento diez municipios de Letonia, se encuentra localizado en el suroeste de dicho país báltico. Fue creado durante el año 2009 después de una reorganización territorial. La capital es la villa de Grobiņa.
El 1 de julio de 2021, el municipio de Grobiņa dejó de existir y su territorio se fusionó con el municipio de Kurzeme Meridional.

## Subdivisiones
- Bārtas pagasts (zona rural)
- Gaviezes pagasts (zona rural)
- Grobiņa (villa)
- Grobiņas pagasts (zona rural)
- Medzes pagasts (zona rural)

## Población y territorio
Su población se encuentra compuesta por un total de 10.154 personas (2009). La superficie de este municipio abarca una extensión de territorio de unos 490,2 kilómetros cuadrados. La densidad poblacional es de 20,71 habitantes por cada kilómetro cuadrado.